# Despotisme hidràulic
El despotisme hidràulic és un terme que es refereix a un despotisme mantingut mitjançant el control d'un recurs únic i necessari. Va ser creat pel teòric alemany Karl A. Wittfogel en la seva obra Despotisme oriental el 1957. En la seva forma originària, controlava literalment l'aigua. En l'antic Egipte i a Babilònia, i per extensió Wittfogel agregava la Unió Soviètica i la República Popular Xina, el govern controlava els canals d'irrigació. Les persones lleials reben una abundant quantitat d'aigua per als seus cultius, mentre que els menys lleials en reben molt poca o gens i, per tant, els seus cultius moren.
En l'actualitat, es discuteixen les possibles aplicacions del concepte per a les formes monopòliques que caracteritzen la circulació de diverses mercaderies béns o serveis com el cas del petroli, les tecnologies, o la recerca d'una reedició de sistemes despòtics en casos com la privatització de l'aigua potable, la circulació de l'energia, la informació, l'educació, la biotecnologia, etc.

## Manera de producció asiàtica
El concepte de despotisme oriental ja havia estat exposat per Karl Marx en el seu quadern Formacions econòmiques precapitalistes (1858), "resultat de 15 anys d'investigacions", en el qual estableix les formes històriques diverses, mitjançant les quals la propietat comunal originària humana, en la qual no hi ha propietat privada de la terra, va passar a la propietat privada del sòl i, finalment, a la separació entre el productor i la terra, distingint de la forma antiga romana i de la germànica, una forma asiàtica original.
Per a l'autor, la comunitat mateixa representa la primera gran força productiva. Les condicions objectives van imposar la unitat de les comunitats per a empreses comunes com les canalitzacions d'aigua, les vies de comunicació i intercanvi o la guerra per assegurar un territori per a la subsistència. Aquesta unitat en la mesura que es va perpetuar i es va fer indispensable, va aparèixer diferent i per sobre de les moltes comunitats, convertint-se com a tal en el veritable propietari de tot. La unitat suprema va acabar encarnada en el dèspota (faraó, emperador, tsar, sapa inca, rei, tlatoani), gran pare de nombroses comunitats, el qual es lliga d'una o una altra manera a la divinitat. Llavors, la unitat suprema sistematitza l'apropiació del plus producte, que pren la forma de tribut o de treballs col·lectius per al dèspota i l'elit.
Aquest sistema va arribar a la seva penetració i expansió instaurat per centres sobirans després de successives guerres i conquestes, tant a Àsia, com en l'antic Egipte, Mèxic o Perú. John V. Murra (1955) estudià l'organització econòmica de l'estat Inca, com un cas desenvolupat i eficient de despotisme comunal, anotant no solament la relació amb les formes asiàtiques, sinó amb les economies i estructures de poder africanes ashanti, ruanda, dahomey o yoruba, i àdhuc amb les hawaianes. Destaca, per exemple, el descobriment de la semblança entre la dopkwe dahomeiana i la mita incaica (aprofitada després pels conqueridors espanyols).
Maurice Godelier (1966), Jean Chesneaux (1969) i Roger Bartra s'han encarregat de sistematitzar els estudis de cas i la teoria sobre aquest tema, dins del concepte de manera de producció asiàtica, que per universalitzar-lo alguns han anomenat despotisme comunal. Hermes Tovar (1974), a partir de l'estudi de la societat muisca, va desenvolupar per a determinades formacions socials indígenes americanes el concepte de manera de producció precolombina.
Sistemàticament, aquest sistema econòmic, contemporani de l'esclavisme europeu, consistia que un poble havia de lliurar un pagament o tribut al seu sobirà o a un poble conqueridor, tribut que eren comunament béns agrícoles, i en alguns casos menys comuns, materials de construcció.
El treball i la responsabilitat eren col·lectius. El treball es feia en terres comunals, ja que la comunitat com un tot era la que lliurava el tribut.

## En ficció
La novel·la Dune de Frank Herbert estableix un univers centrat en un despotisme hidràulic: l'espècia melange, essencial per a, entre altres coses, els viatges espacials. Es diu que "qui controla l'espècia controla l'univers".
En la pel·lícula Desafiament total, l'aire en Mart és controlat per una autoritat central, la qual actua com una dèspota hidràulica.